# Драль Володимир Федорович
Володимир Федорович Драль (нар. 4 квітня 1934, Терстяна — пом. 7 квітня 1985, Рівне) — український радянський архітектор; член Спілки архітекторів України з 1976 року.

## Біографія
Народився 4 квітня 1934 року в селі Терстяна (нині Коросненський повіт, Підкарпатського воєводства, Польща). 1959 року закінчив Львівський політехнічний інститут.
Після здобуття фахової освіти очолював групу управління головного архітектора Рівного; упродовж 1966—1976 років працював старшим архітектором інституту «Гіпроцивільпромбуд» у Києві; у 1976—1985 роках — головний архітектор Рівного.Помер у Рівному 7 квітня 1985 року.

## Реалізовані проєкти

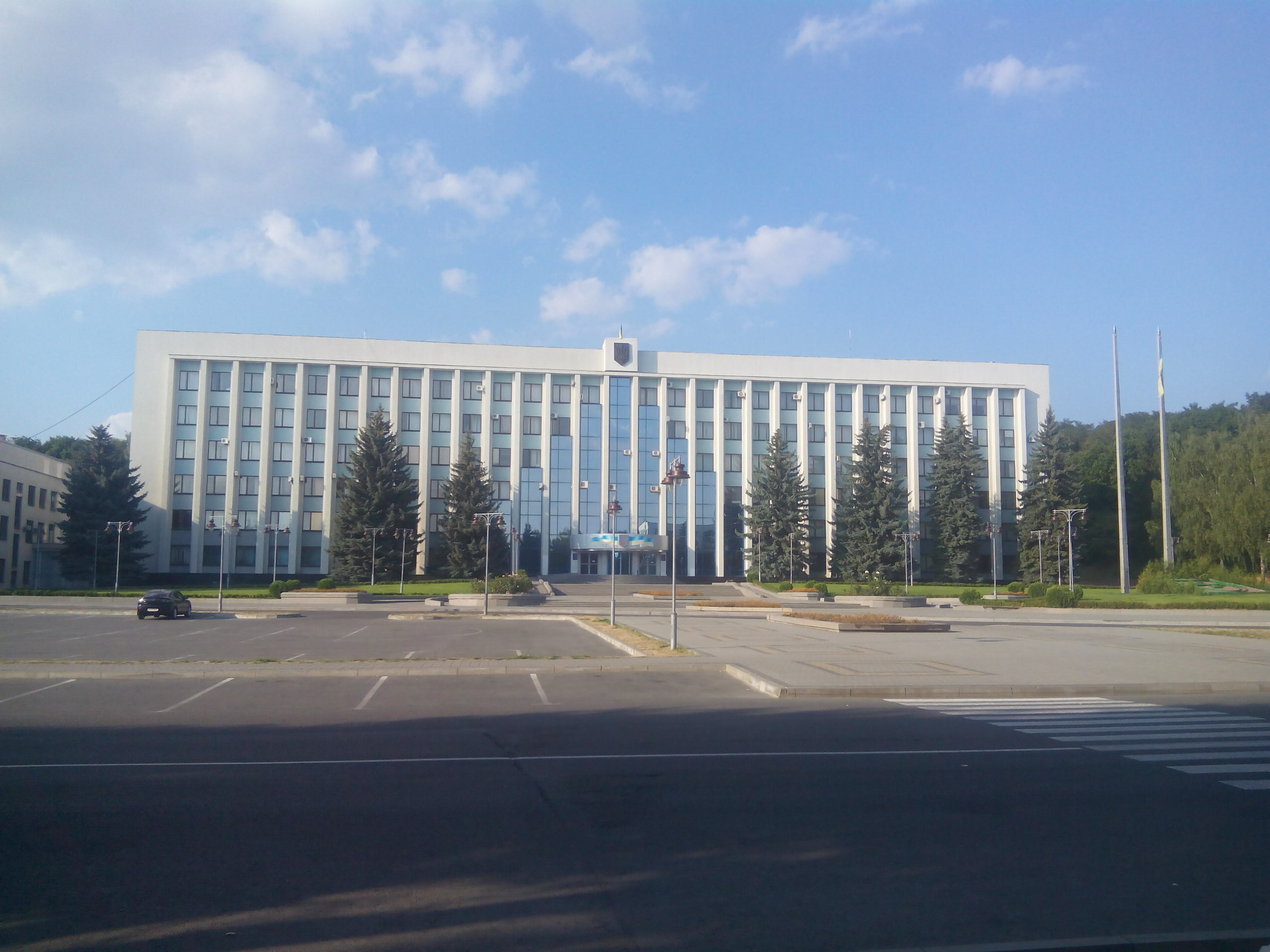
будинок Рівненської облдержадміністрації.

- Пам'ятник воїнам, які загинули під час німецько-радянської війни у місті Здолбунові Рівненської області (1963).
- Житловий будинок на вулиці 17 Вересня у Рівному (1964).
- Реконструкція приміщення кінотеатру імені Тараса Шевченка у Рівному (1965; знесено на початку 2000-х років).
- Будинок облвиконкому у Рівному (1975; нині будинок облдержадміністрації, майдан Просвіти, № 1).

## Відзнаки
- Заслужений архітектор УРСР з 1984 року.
- Державна премія УРСР у галузі архітектури (1990, посмертно; за ландшафтну архітектуру Рівного).